# هتروفوریا
هتروفوریا یا ناهم‌گردی (به انگلیسی: heterophoria) نوعی لوچی است که در آن یک چشم در هنگام بسته شدن یا پوشانده شدن نسبت به چشم دیگر دچار انحراف می‌شود و به‌محض باز شدن به حالت بهنجار برمی‌گردد.